# Celtidia
Celtidia — рід грибів родини Zopfiaceae. Назва вперше опублікована 1897 року.

## Класифікація
До роду Celtidia відносять 1 вид:
- Celtidia duplicispora